# دنده دمی

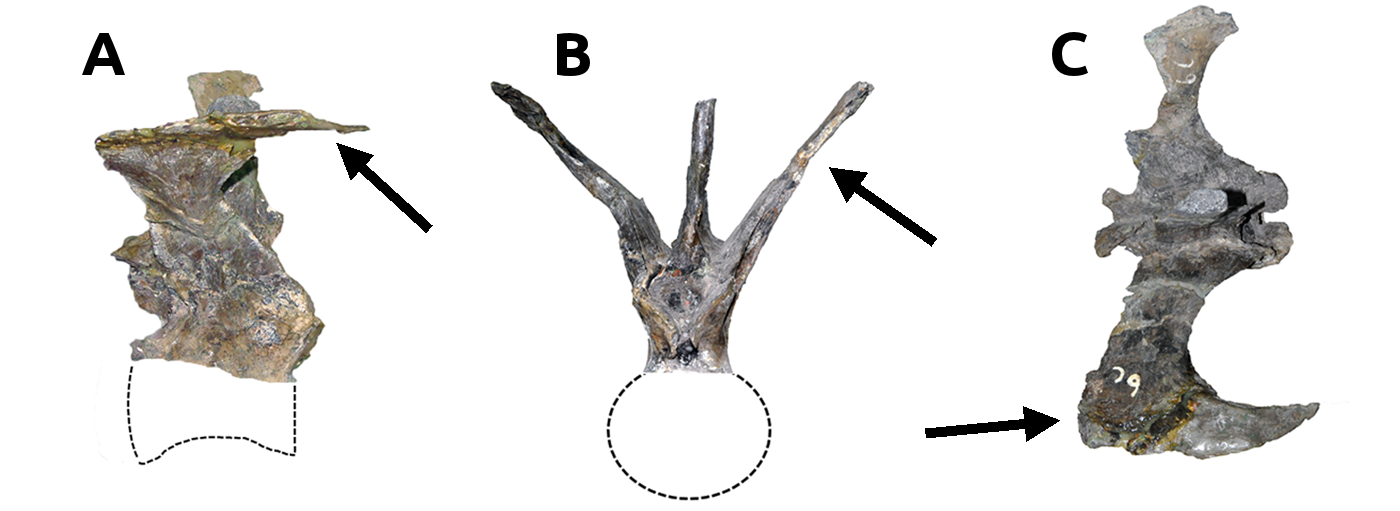
دنده‌های دمی برجسته روی مهره دایناسور ددپا Carnotaurus

دنده دمی (به انگلیسی: Caudal rib) دنده ای است که در دم مهره‌داران قرار می‌گیرد. آنها معمولاً روی مهره‌های دمی قدامی خزندگان وجود دارند. در بسیاری از گونه‌ها، آنها با مهره‌ها ترکیب می‌شوند. در گونه‌هایی که دنده‌های دمی با مهره‌ها ترکیب می‌شوند، اصطلاحات «فرایند عرضی» و «دنده دمی» گاهی به جای یکدیگر استفاده می‌شوند، اما دنده دمی ممکن است تنها بخشی از فرایند عرضی را تشکیل دهد.